# لوتسنکوو
لوتسنکوو (انگلیسی: Lutsenkovo) یک شهرک در بخش آلکسیفسکی استان بلگورود کشور روسیه است.